# Chakra GNU/Linux
Chakra GNU/Linux，是 Chakra 專案發行的半滚动发行版，專注於 KDE 軟體。Chakra GNU/Linux 分支自 ArchLinux，目标是提供高质量的 Live DVD，和一個基於 KDE/Qt 和 KISS 原則的桌面操作系統。

## 设计及原则
Chakra GNU/Linux 是由二进制軟體包組成的，這些軟體包會针对x86-64优化以配合目前的硬體。Chakra GNU/Linux 是一个纯 KDE 的发行版，在預設情況下 Chakra GNU/Linux 只有搭载 KDE 桌面环境，但 Chakra 也會在 gtk 软件仓库中提供基於 GTK+ 的套件。

## 歷史
Chakra 起源自 KDEmod 的開發者決定要製作基於 Arch Linux 的 live CD。2010 年 8 月 30 日 Chakra 團隊發佈了第一個獨立版本，稱為 Chakra 0.2。
在過去由於基于 GTK 的软件基本上不会出现在软件仓库中。常用 GTK 软件都以 Bundle 的形式进行安装。在2013年5月4日以後，Bundle被extra套件庫取代，並於2015年11月4日更名為gtk。

## 特色
Chakra GNU/Linux 是针对特定处理器而优化过的，能够更好地利用CPU周期以提高性能。並且針對 KDE 桌面优化，以避免像其他发行版企圖無所不包，反而造成系統多餘、不需要的資源浪費。並使用 systemd 提供了更快、功能更強大的系統啟動方式。

### 半滾動更新
Chakra GNU/Linux 並沒有跨版本升級的概念，通過更新，任何時期的 Chakra GNU/Linux 都可以平滑更新到最新版。和 Arch Linux 等滚动发行比区别在于Chakra GNU/Linux 的核心套件的更新至少經過數周至數月的測試，才会升级到最新版。目的就是让系统更加稳定。相反地，软件和桌面元件会在发布新版本第一時間，更新到最新版。目的就是让使用者能用到最新的桌面與軟體

### 特有的管理系统
通过二进制套件管理系统pacman，仅需一个指令就能完成安装、升级等多个操作。以及利用 Octopi 提供 pacman 圖形操作介面。

### KDE 桌面環境
Chakra GNU/Linux 使用 KDE 桌面环境，並提供色彩管理工具支援：KolorManager。並採用 Fcitx 作為預設輸入法。

### 安全性
Chakra 預設安裝防火牆程式 Kufw。並開啟許多 MAC 強化選項，其中包括了 Tomoyo。此外還包含 Clam AntiVirus，能偵測並移除惡意軟體。

## 安裝
官方的 Chakra GNU/Linux 安裝程序是基於GUI圖形界面安裝環境，Calamares，Chakra GNU/Linux 的安裝程序會自動處理各種硬體設定，如識別顯示卡並安裝相應驅動。並提供網路安裝功能，使用者可以選擇常規離線安裝；或線上安裝最新的套件，使用者還可以在基本的 KDE Plasma 桌面安裝上選擇你想加入的套件。

## 管理系统

### Pacman
目前 Chakra GNU/Linux 所有軟體包都由Pacman管理維護，而開發團隊正在開發對Chakra GNU/Linux進行最佳化的Akabei套件管理器，以取代Pacman。

### 軟件倉庫
官方主要提供四個主要倉庫:
- core：提供构建基本系統所需要的软件包，包含KDE Frameworks 5、KDE Plasma 5。
- desktop：Chakra 的工具以及各種應用程式及遊戲。
- lib32：提供針對 i686(32 bit) 函式庫編譯的 x86_64 套件。
- gtk：提供較常使用的依賴 GTK+的套件。

### CCR
Chakra 社区软件仓库 (Chakra Community Repository) 是一个面对广大 Chakra 用户，讓社区分享软件包的软件仓库。使用者只需要使用一個指令就能安装社区软件仓库中的軟體，並執行升级等多个操作。
在CCR裡用户贡献出他们自己的软件包。Chakra 社区对它们进行投票或反对，一旦某个软件包拥有足够多的票数，並且不相依於GTK+，Chakra 的開發者就会将它加入到官方软件库，使得可以通过pacman来使用它们。

## 外部連結
- Chakra GNU/Linux 首頁（页面存档备份，存于）
- Chakra在DistroWatch上的页面
- Chakra 中文討論區Portuguese Web Archive的存檔，存档日期2011-01-22
- Chakra GNU/Linux 简介（页面存档备份，存于）
- Chakra@中文（页面存档备份，存于）